# 561
561（五百六十一、ごひゃくろくじゅういち）は自然数、また整数において、560の次で562の前の数である。

## 性質
- 561は合成数であり、約数は 1, 3, 11, 17, 33, 51, 187, 561 である。
  - 約数の和は864。
- 561 = 1 + 2 + 3 + 4 + 5 + 6 + 7 + 8 + 9 + 10 + … + 32 + 33
  - 33番目の三角数である。1つ前は528、次は595。
    - 561 = 210 + 351
      - 2つの異なる三角数の和で表せる15番目の三角数である。1つ前は496、次は666。(オンライン整数列大辞典の数列 A112352)

  - 17番目の六角数である。1つ前は496、次は630。
- 67番目の楔数である。1つ前は555、次は574。
  - 三角数の楔数としては9番目の数である。1つ前は465、次は595。
- 最小のカーマイケル数である。次は1105。
- 各位の和が12になる50番目の数である。1つ前は552、次は570。
- 561 = 22 + 142 + 192 = 42 + 42 + 232 = 42 + 162 + 172 = 72 + 162 + 162 = 102 + 102 + 192 = 132 + 142 + 142
  - 3つの平方数の和6通りで表せる24番目の数である。1つ前は558、次は593。(オンライン整数列大辞典の数列 A025326)
  - 561 = 22 + 142 + 192 = 42 + 162 + 172
    - 異なる3つの平方数の和2通りで表せる112番目の数である。1つ前は555、次は564。(オンライン整数列大辞典の数列 A025340)
- 561 = 13 + 13 + 63 + 73
  - 4つの正の数の立方数の和で表せる144番目の数である。1つ前は560、次は565。(オンライン整数列大辞典の数列 A003327)
- 561 = 72 + 83
  - n = 7 のときの n2 + (n + 1)3 の値とみたとき1つ前は379、次は793。(オンライン整数列大辞典の数列 A168297)
- 561 = 252 − 64
  - n = 25 のときの n2 − 64 の値とみたとき1つ前は512、次は612。(オンライン整数列大辞典の数列 A098849)

## その他 561 に関連すること
- 一酸化炭素デヒドロゲナーゼ(シトクロムb-561)は、酸化還元酵素。
- おおしお(JDS Ōshio, SS-561)は、海上自衛隊の潜水艦。
- プリチェット(USS Prichett, DD-561)は、アメリカ海軍の駆逐艦。
- フランチェスコ・ミンベッリ(Francesco Mimbelli, D 561)は、イタリア海軍の駆逐艦。